# Beyond Twilight
Beyond Twilight ist eine vom dänischen Keyboarder Finn Zierler 1990 unter dem Namen Twilight gegründete und vom Power- und Progressive-Metal zum Symphonic Metal übergegangene Band, die 1999 ihren endgültigen Namen erhielt.

## Geschichte
Der im dänischen Horsens beheimatete Keyboarder Finn Zierler gründete 1990 seine Metal-Band Twilight. Ihr gehörten zunächst die Schweden Anders Engbert (Gesang), Jan Strandh (Gitarre) und Micke Därth (Gitarre) sowie Zierlers Landsleute Kim Mikkelsen (Bass) und Tomas Fredén (Schlagzeug) an. In dieser Besetzung entstand 1992 das Demo The Edge. 1994 erschienen die Single Sail Away und das dazugehörige Album Eye for an Eye bei Olafsongs. Zierler war zu diesem Zeitpunkt gerade einmal 18 Jahre alt. Produziert hatte das Album der renommierte Metal-Produzent Tommy Hansen (Helloween, Pretty Maids, Heavens Gate).
1999 überschnitten sich die Umbenennung in Beyond Twilight und die Veröffentlichung der Demoaufnahmen (plus Bonustrack), demnach noch den kürzeren, aber ansonsten gleichgestalteten, Schriftzug „Twilight“ tragend. Mit der Namensänderung ging auch ein Umbau der Gruppe einher, in der neben Zierler nur Tomas Fredén und für kurze Zeit noch Micke Därth verblieben. Bis die neue Besetzung komplett war, soll sich Zierler in die Sahara und ins Atlas-Gebirge zurückgezogen haben, wo er seine Lieder ohne Instrumente, in bloßer Kopfarbeit komponiert haben soll. Diese vom deutschen Label Massacre Records per Waschzettel verbreitete Außergewöhnlichkeit wurde in der Folge in fast jeder Rezension (zu allen Alben) erwähnt und dabei nur vereinzelt angezweifelt. Das mit den Musikern Jørn Lande (Gesang), Anders Ericson (Gitarre), Anders Lindgren (Bass) und Tomas Fredén (Schlagzeug) eingespielte und erneut von Hansen produzierte Album The Devil's Hall of Fame erschien am 23. Juli 2001. Zierler hatte das Album zum Aufnahmebeginn fertig konzipiert und seinen Sänger Lande nur noch um einen textlichen Korrekturdurchgang gebeten. Lande war nach der Veröffentlichung gewillt, am nächsten Album, das Massacre Records aufgrund der positiven Resonanz schon in Planung hatte, wieder mitzuwirken. Dann lockte ihn jedoch das Angebot, bei Masterplan einzusteigen.
Vier Jahre verstrichen, bis das nächste Album Section X erschien, denn Zierler hatte nicht nur nach einem neuen Sänger Ausschau halten müssen, sondern wollte auch einen zweiten Gitarristen integrieren und zog sich zu allem Überfluss eine Schulterfraktur zu. Als Sänger gewann er den Texaner Kelly Sundown Carpenter dazu und als Rhythmusgitarristen den als Produzenten tätigen Invocator-Chef Jacob Hansen. Die Promotionabteilung von Massacre entschied sich, an die Sache mit den ungewöhnlichen Komponier-Umgebungen anzuknüpfen und jetzt von einem Unterwasseraufenthalt, einer zappendusteren Zelle und dem Hausen in schmutzigen Londoner Seitenstraßen zu berichten. In einem Interview mit dem Metal Hammer erklärte Zierler, er zöge, um an ausgefallene Textideen zu kommen, Extremsituationen dem Drogenkonsum vor. Nicht alle Ideen würden allerdings von Zierler stammen, klagte Jørn Lande, denn sein ehemaliger Bandboss habe sich seiner Vorarbeiten bemächtigt. Zierler wies die Anschuldigungen zurück.
Ende April 2006 konnte das dritte Album, For the Love of Art and the Making betitelt, in den Handel gehen. Da sich zwischenzeitlich weitere Sänger bei Beyond Twilight versucht hatten, reihte sich nun Björn Jansson in die Sänger-Serie ein. Ob er zurzeit zur Formation gehört, sehen die verschiedenen Internetportale unterschiedlich. For the Love of Art and the Making enthält ein einziges Stück, das aus 43 Abschnitten besteht und nach Einschätzung von laut.de „somit zumindest konzeptionell“ klassischen Werken gleichgeordnet ist.

## Stil
- Eye for an Eye: Beim Frühwerk ist man sich nicht ganz einig, welchem Stil es zuzuordnen ist, wie die „Press Section“ auf der Band-Homepage aufzeigt.[1] Die Website jesters-news.de schlägt Eye for an Eye dem Progressive Metal zu.[9] The Ultimate Hard Rock Guide Vol I - Europe befand, dass das Album stark an die Musik von Savatage erinnert.[3]
- The Edge: Stefan Glas vom Portal underground-empire.com entschied sich bei The Edge für „kraftvollen, riffigen Melodic Metal“.[10]
- The Devil's Hall of Fame: Thorsten Pöttger machte im Eclipsed abwechselnd „hymnischen“ und „giftigen“ Gesang, „tonnenschwere Gitarrenriffs à la Tony Iommi“, „bombastische Chorgesänge“, „stimmige Keyboards“ und einen „ziemlich abgefahren umgesetzten ¾-Takt“ aus. Dies seien die Zutaten für ein „episches“ Werk „wie aus einem Guss“.[11] Als Hör-Anstrengung empfand Matthias Mineur vom Metal Hammer die gebotene Ideen-Flut.[12] Im Rock Hard meinte „Bruder Cle“, das Album sei progressiv, episch, trotzdem „leicht verdaulich“. Es klänge nach Journey, Magnum und Marillion ohne den Schnulzen-Faktor, sei atmosphärisch wie Candlemass oder Solitude Aeturnus.[13]
- Section X: Michael Meyer, einer der seltenen Ungläubigen bezüglich der Entstehungsgeschichten, schreibt auf bloodchamber.de es sei schwierig, sich in das Album hineinzuhören, aber nach einigen Versuchen lasse es einen nicht mehr los. Er sah in den „abgedrehten“ Klavierparts eine Queen-Ähnlichkeit.[14] Laut Armin Schäfer vom Metal Hammer wohnt dem Album ein „Musical-Charakter“ inne. Auch er machte eine Queen-Ähnlichkeit aus, und zwar wegen des mehrstimmigen Gesangs und der „bombastischen Chöre“.[7] Sein Kollege Detlef Dengler schrieb, es sei „aufgesetzt wirkende Kunst“. Gleichwohl sei es „ein enorm intensives, originelles, anspruchsvolles Metal-Album“, das aber eben nicht an The Devil's Hall of Fame heranreiche.[15] Ein „Bombast-Metal-Album“, das trotz verschachtelter Strukturen „relativ eingängig“ sei, meinte Frank Albrecht im Rock Hard. Hier und da fühle er sich an Masterplan, Candlemass und Dream Theater erinnert.[16]
- For the Love of Art and the Making: Albrecht stufte das Album, das er zunächst als „orchestral, pompös und progressiv“ bezeichnete, insgesamt als originell, aber als bisher „sperrigstes“ der Beyond-Twilight-Karriere ein.[17] Einen Hang zum Pathos erkannte Eclipsed-Redakteur Thorsten Pöttger in dem von ihm folglich als „Metal-Oper“ titulierten Werk. Seine Ansicht, es handele sich um „Kunst um der Kunst willen“ deckt sich mit der Aussage Denglers zum Section-X-Album („aufgesetzt wirkende Kunst“).[18] Dengler berichtete in seiner Metal-Hammer-Rezension von einem „irrwitzigen Aufwand“, weil jeder der 43 Abschnitte aus über 500 Einzelspuren bestehe. Heraus käme „jede Menge Aufregendes, Komplexes, Progressives, Klassik-orientiertes, Dynamisches, Intelligentes“, aber deshalb müsse die Verbindung nicht automatisch so gut gelungen sein wie auf den Vorgängeralben.[19] Der für laut.de arbeitende Michael Edele konstatierte eine Kombination von Klassik und Metal. Das Ergebnis sei gelungener als Kamelot und Vanden Plas.[20]

## Diskografie
- 1992: The Edge (als Twilight, Demo)
- 1994: Sail Away (als Twilight, Single, Olafsongs)
- 1994: Eye for an Eye (als Twilight, Olafsongs)
- 1999: The Edge (als Twilight, Album-Veröffentlichung der Demoaufnahmen)
- 1999: Lurking Fantasia (Demo)
- 2001: The Devil's Hall of Fame (Massacre Records)
- 2005: Section X (Massacre Records)
- 2006: For the Love of Art and the Making (Massacre Records)